# Philodice bryantae
Philodice bryantae là một loài chim trong họ Trochilidae.